# Камышта (станция)
Камышта — узловая станция Абаканского региона Красноярской железной дороги. Находится в посёлке станции Камышта Аскизского района Республики Хакасия.

## История
Основана в 1959 году. В декабре 2022 года завершена реконструкция станции: рядом с ней возведена станция Камышта-2.

## Дальнее следование по станции
| № поезда | Маршрут движения | № поезда | Маршрут движения |
| -------- | ---------------- | -------- | ---------------- |
| 77       | Абакан — Москва  | 78       | Москва — Абакан  |

## Пригородное сообщение по станции
| № поезда | Маршрут движения  | № поезда | Маршрут движения  |
| -------- | ----------------- | -------- | ----------------- |
| 6609     | Абакан — Бискамжа | 6610     | Бискамжа — Абакан |